# Wahlen 1986
◄◄ | ◄ | 1982 | 1983 | 1984 | 1985 | Wahlen 1986 | 1987 | 1988 | 1989 | 1990 | ► | ►►

Weitere Ereignisse
Die Liste der Wahlen 1986 umfasst Parlamentswahlen, Präsidentschaftswahlen, Referenden und sonstige Abstimmungen auf nationaler und subnationaler Ebene, die im Jahr 1986 weltweit abgehalten wurden.

## Termine
| Land                    | Datum               | Link zur Wahl 1986                                  | Link zur vorigen Wahl | Bemerkungen                                                                              |
| ----------------------- | ------------------- | --------------------------------------------------- | --------------------- | ---------------------------------------------------------------------------------------- |
| Costa Rica              | 2. Februar          | Parlamentswahl in Costa Rica                        |                       | [ 1 ]                                                                                    |
| Syrien                  | 10.–11. Feb.        | Parlamentswahl in Syrien                            |                       | [ 2 ]                                                                                    |
| Philippinen             | 7. Februar          | Präsidentschaftswahl auf den Philippinen            |                       |                                                                                          |
| Liechtenstein           | 5. März             | Landtagswahl in Liechtenstein                       |                       |                                                                                          |
| Kolumbien               | 9. März             | Parlamentswahl in Kolumbien                         |                       | [ 3 ]                                                                                    |
| Frankreich              | 16. März            | Parlamentswahl in Frankreich                        | 1981                  | [ 4 ]                                                                                    |
| Sudan                   | 1.–12. Apr.         | Parlamentswahl im Sudan                             |                       | [ 5 ]                                                                                    |
| Jugoslawien             | 14. April – 10. Mai | Parlamentswahl in Jugoslawien                       |                       | [ 6 ]                                                                                    |
| Österreich              | 4. Mai und 8. Juni  | Bundespräsidentenwahl in Österreich                 | 1980                  |                                                                                          |
| Bangladesch             | 7. Mai              | Parlamentswahl in Bangladesch                       |                       | [ 7 ]                                                                                    |
| Nepal                   | 12. Mai             | Parlamentswahl in Nepal                             |                       | [ 8 ]                                                                                    |
| Dominikanische Republik | 16. Mai             | Parlamentswahl in der Dominikanischen Republik      |                       | [ 9 ]                                                                                    |
| Niederlande             | 21. Mai             | Parlamentswahl in den Niederlanden                  |                       | [ 10 ]                                                                                   |
| Tschechoslowakei        | 23.–24. Mai         | Parlamentswahl in der Tschechoslowakei              |                       | [ 11 ]                                                                                   |
| Barbados                | 28. Mai             | Parlamentswahl in Barbados                          |                       | [ 12 ]                                                                                   |
| Sierra Leone            | 29.–30. Mai         | Parlamentswahl in Sierra Leone                      | 1982                  |                                                                                          |
| Ecuador                 | 1. Juni             | Parlamentswahl in Ecuador                           |                       | [ 13 ]                                                                                   |
| Bulgarien               | 8. Juni             | Parlamentswahl in Bulgarien                         |                       | [ 14 ]                                                                                   |
| DDR                     | 8. Juni             | Volkskammerwahl                                     | 1981                  |                                                                                          |
| BR Deutschland          | 15. Juni            | Landtagswahl in Niedersachsen                       | 1982                  |                                                                                          |
| Mongolei                | 22. Juni            | Parlamentswahl in der Mongolei                      |                       | [ 15 ]                                                                                   |
| Spanien                 | 22. Juni            | Parlamentswahl in Spanien                           |                       | [ 16 ]                                                                                   |
| Japan                   | 6. Juli             | Shūgiin-Wahl                                        | 1983                  |                                                                                          |
| Thailand                | 27. Juli            | Parlamentswahl in Thailand 1986                     |                       | [ 17 ]                                                                                   |
| Malaysia                | 3. August           | Parlamentswahl in Malaysia                          |                       | [ 18 ]                                                                                   |
| Mosambik                | 15. Aug. – 18. Dez. | Wahlen zur Volksversammlung Mosambiks               | 1977                  |                                                                                          |
| Österreich              | 21. September       | Landtagswahl in der Steiermark                      | 1981                  |                                                                                          |
| BR Deutschland          | 12. Oktober         | Landtagswahl in Bayern                              | 1982                  |                                                                                          |
| Belgien                 | 26. Oktober         | Wahl des Rats der Deutschsprachigen Gemeinschaft    | 1981                  |                                                                                          |
| Südjemen                | 28.–30. Okt.        | Parlamentswahl in Südjemen                          |                       | [ 19 ]                                                                                   |
| Nordkorea               | 2. November         | Parlamentswahl in Nordkorea                         | 1982                  | [ 20 ]                                                                                   |
| Tunesien                | 2. November         | Parlamentswahl in Tunesien                          |                       | [ 21 ]                                                                                   |
| Vereinigte Staaten      | 4. November         | Wahl zum Senat der Vereinigten Staaten              | 1984                  |                                                                                          |
| Vereinigte Staaten      | 4. November         | Wahl zum Repräsentantenhaus der Vereinigten Staaten | 1984                  |                                                                                          |
| BR Deutschland          | 9. November         | Bürgerschaftswahl in Hamburg                        | Dezember 1982         |                                                                                          |
| Brasilien               | 15. November        | Parlamentswahl in Brasilien                         |                       | [ 22 ]                                                                                   |
| Österreich              | 23. November        | Nationalratswahl in Österreich                      | 1983                  |                                                                                          |
| Österreich              | 23. November        | Gemeinderatswahl in St. Pölten                      | 1982                  |                                                                                          |
| Kuba                    | 27. November        | Parlamentswahl in Kuba                              |                       | [ 23 ]                                                                                   |
| Angola                  | 9. Dezember         | Wahlen zur Nationalen Volksversammlung in Angola    | 1980                  |                                                                                          |
| Schweiz                 | 10. Dezember        | Bundesratswahl                                      | 1984                  |                                                                                          |
| Trinidad und Tobago     | 15. Dezember        | Parlamentswahl in Trinidad und Tobago               | 1981                  | [ 24 ]                                                                                   |
| Somalia                 | 23. Dezember        | Präsidentschaftswahl in Somalia                     |                       | erste Wahl für das Amt des Präsidenten und zugleich bis heute die letzte Wahl in Somalia |